# Arboretum de Papuakeikaa
L'arboretum de Papuakeikaa est situé dans l'île de Ua Huka, archipel des Marquises, en Polynésie française.
Il s'étend sur 17 hectares, à quelques kilomètres à l'est du village de Vaipaee, chef-lieu de la commune de Ua Huka. Le nom complet du lieu est « Papuakeikaavaiumete », dans le domaine territorial de Manihina — qui appartient à la Polynésie Française, et non à la commune de Ua Huka.
Il est ouvert tous les jours, l'entrée est payante. Le « Musée du bois jardin » est situé dans l'enceinte de l'arboretum.

## Géographie

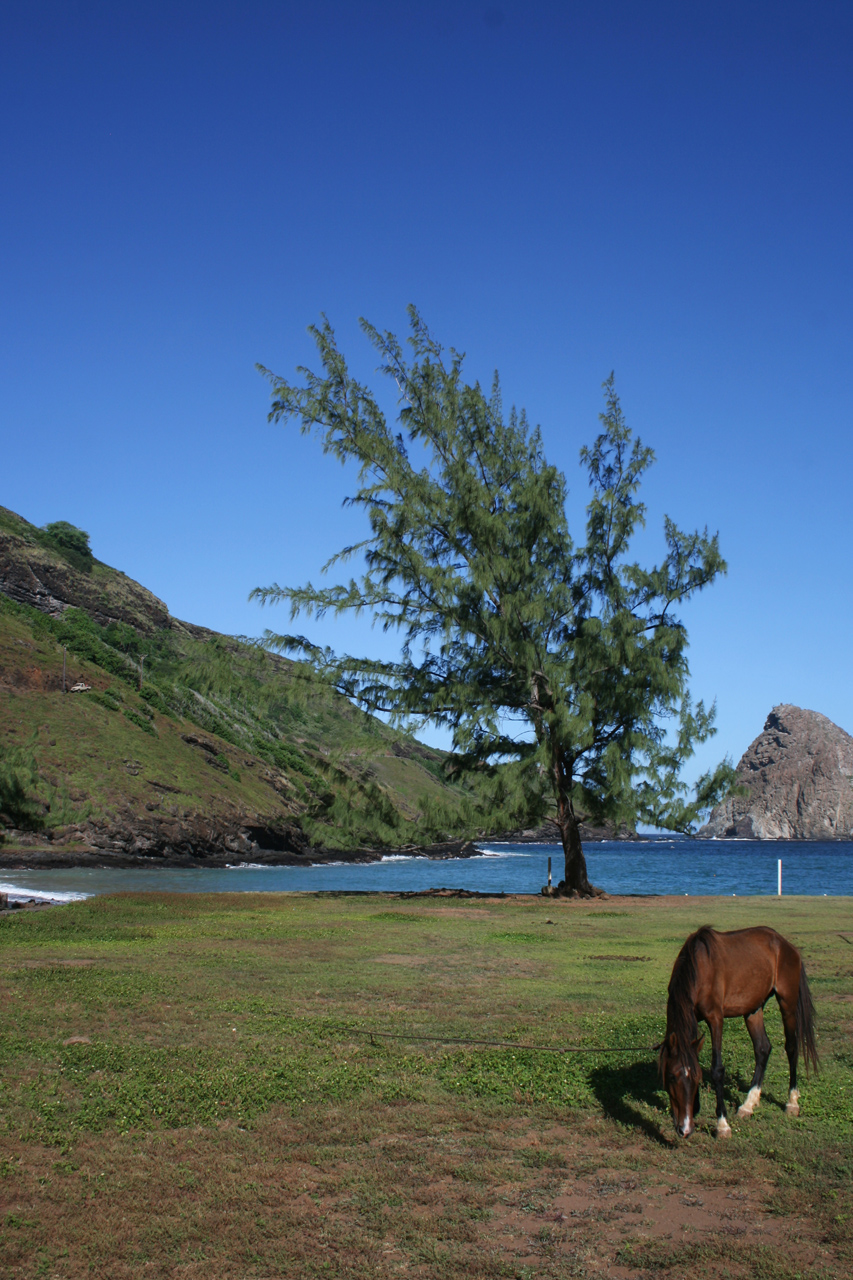
Un cheval de Ua Huka.

La végétation des plateaux de Ua Huka est plus pauvre que celle des autres îles marquisiennes. Ceci est dû à deux facteurs principaux : le climat plus sec, et le grand nombre de chèvres et chevaux qui y paissent en liberté, contribuant à la déforestation. Ua Huka est d'ailleurs surnommée « l'île aux chevaux », et il est coutume de dire qu'elle est peuplée de plus de chevaux que d'habitants. Le nombre des chevaux et des chèvres serait d'environ 3000.
À l'inverse des plateaux et des collines, les vallées comportent une végétation beaucoup plus luxuriante, semblable à celle des autres îles de l'archipel. Cette diversité s'est encore renforcée par la création de l'arboretum de Papuakeikaa. Cette réalisation unique en Polynésie rassemble plus de mille espèces d'arbres en provenance du monde entier, dont une collection d'agrumes parmi les plus importantes du monde (près de trois cents variétés). Il doit servir de réserve pour le reboisement de l'île.

## Histoire

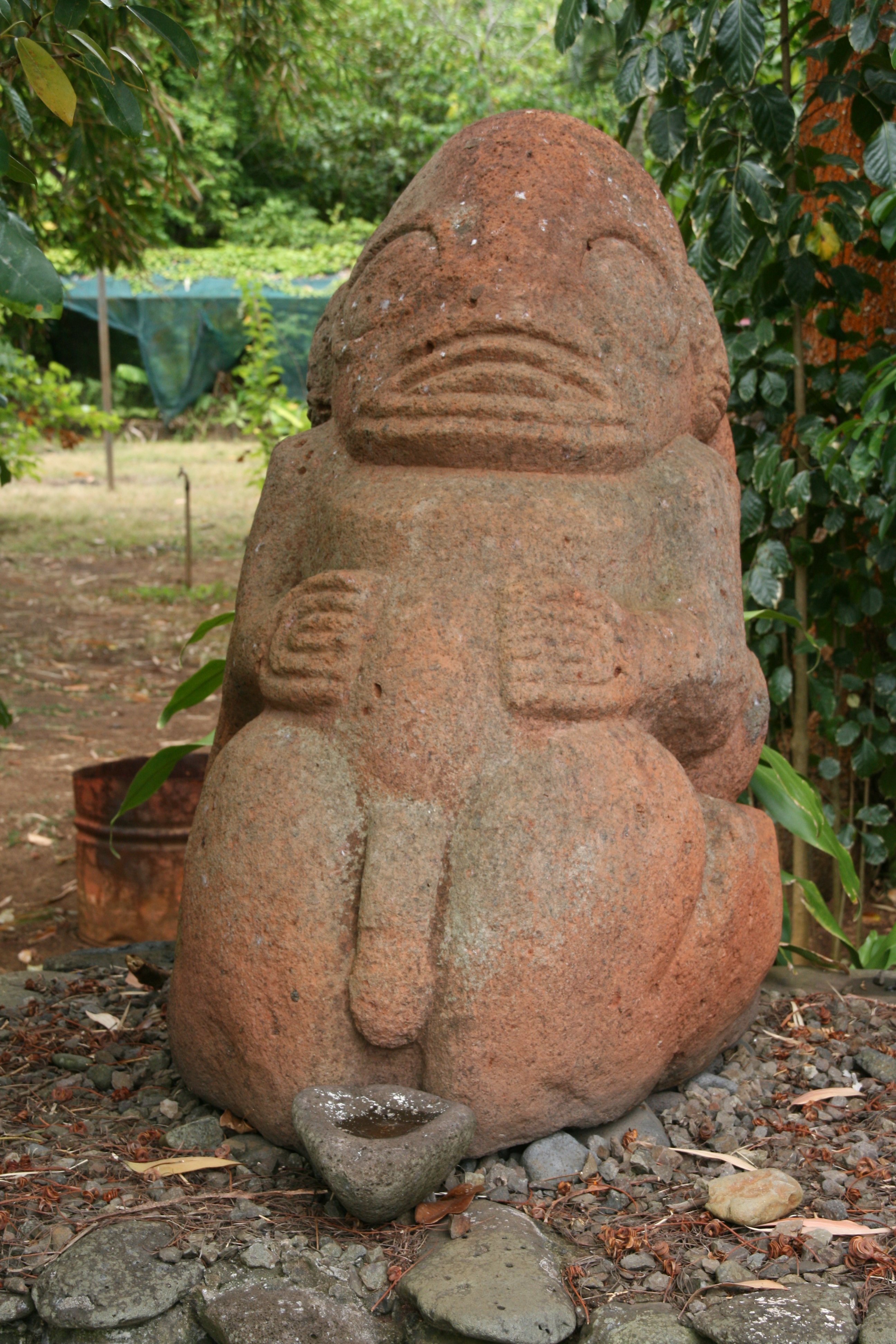
Un tiki moderne (et mâle) garde l'entrée de l'arboretum.

Il a été fondé en 1974 par le maire Léon Litchlé. C'est le plus ancien arboretum de Polynésie française, et longtemps le seul. 
Cette initiative fut prise pour lutter contre la déforestation et l'appauvrissement en espèces végétales de l'île, dus en partie aux conditions climatiques habituelles de Ua Huka, mais aussi aux nombreux troupeaux de chèvres, chevaux et cochons sauvages qui y vivent en liberté.
D'abord accompagné par le CIRAD, c'est ensuite le Service de Développement Rural (SDR) de Polynésie Française qui a participé à sa croissance au côté de la commune.
L'arboretum met gratuitement à disposition des habitants de très nombreuses espèces, pour qu'ils les replantent sur leurs terres et participent de fait au reboisement de leur île.
Il sert à la fois de conservatoire d'espèces rares ou menacées, ainsi que de laboratoire de recherche à l'adaptation au sol marquisien d'espèces importées.
En 2019, l'arboretum, en partie délaissé, fait l'objet d'une campagne d'amélioration par des bénévoles : débroussaillage, balisage des sentiers, jardinières, bancs pour les visiteurs, indication des variétés d'arbres.

## Collections
En 2006, il comprenait plus de 1000 essences, agrumes comprises, provenant aussi bien des Marquises que d'autres régions du monde.
On peut y trouver des espèces endémiques telles que le palmier des Marquises, le papayer de Hokatu (dont les fruits peuvent peser plus de 5 kg), l'uru de Veveke ou arbre à pain, le tau (Cordia subcordata), le miro ou bois de rose, l'auteraʻa ou badamier, le tiaré tahiti, le manguier, etc.

Parmi les espèces importées, on trouve des bambous, des plantes à parfum comme l'ylang-ylang ou le patchouli, des plants de vanille et de café, des lotus, mangoustaniers, corossoliers.
L'arboretum permet également un développement économique de l'île. Une usine de transformation de fruits a été créée à Vaipaee, et fabrique et commercialise des purées de fruits congelées, des confitures, fruits confits, pâtes de fruits, chutneys, …

Les différentes écoles de l'archipel sont alimentés en agrumes grâce à cette usine.
Les agrumes représentent une part importante de l'arboretum : ce sont plus de 270 espèces de ces arbres qui poussent sur les 2,5 hectares qui leur ont été attribués en 1995. Le SDR de Ua Huka en commercialise une sélection de 28 variétés.
Permettant un essor tant écologique qu'économique, c'est l'une des réalisations les plus exemplaires de l'archipel.

## Sources
- « Les arbres d'une passion », émission de Tahiti Nui Télévision du 14 janvier 2007
- Emmanuel et Aiu Deschamps in L'Archipel des Marquises, Éditions A. Barthélemy & Éditions Le Motu, 2002, p.98
- Convention relative à la gestion de la collection d'agrumes de Ua Huka, Ministère de l'Agriculture, de l'Élevage et des Forêts de Polynésie Française